# Джон Хюм
Джон Хюм (на английски: John Hume) е североирландски политик.
Той е вторият лидер на Социалдемократическата и лейбъристка партия (1979-2001). Смятан за един от архитектите на опитите за умиротворяване на Северна Ирландия, той получава, заедно с Дейвид Тръмбъл, Нобелова награда за мир през 1998 г.